# Total Annihilation
Total Annihilation – strategiczna gra czasu rzeczywistego stworzona przez Cavedog Entertainment i wydana przez GT Interactive 12 września 1997.

## Cechy charakterystyczne
- bitwy toczone na powierzchniach fantastycznych planet
- duży wybór jednostek (łącznie blisko 100)
- dostępność potężnej broni jądrowej
- możliwość posiadania bardzo dużej liczby jednostek
- możliwość tworzenia własnych jednostek i prostego dołączania ich do gry (odpowiednie oprogramowanie nie było dołączone do gry)
- duży wpływ ukształtowania terenu na przebieg działań bojowych

Twórca gry – Chris Taylor – stworzył duchowego spadkobiercę Total Annihilation, opowiadającego zupełnie inną historię o wojnie pomiędzy trzema stronnictwami: United Earth Federation, Aeon Illuminate oraz Cybran Nation. Gra ukazała się pod tytułem Supreme Commander, jako że twórca nie ma praw autorskich do oryginału (posiada je nieistniejący Cavedog).

## Fabuła
Wiele lat temu galaktyka wiedziała, co znaczy pokój. Raj był rządzony ręką nauki, a ręka ta należała do galaktycznego rządu zwanego Rdzeniem (Core). Paradoksalnie to ostateczne zwycięstwo nad śmiercią przyczyniło się do upadku raju i rozpętało wojnę, która mogła rozszerzyć się na miliony światów. Proces zwany wzorowaniem obejmował elektroniczną duplikację matryc mózgowych i pozwalał na transfer świadomości do wytrzymałych maszyn. W efekcie oznaczało to nieśmiertelność i Rdzeń zarządził poddanie temu procesowi wszystkich obywateli w celu zapewnienia im bezpieczeństwa. Część społeczeństwa nie chciało odrzucić swoich ciał w taki sposób, znalazło się wielu takich, którzy uznali wzorowanie za okrucieństwo. Uciekli oni do zewnętrznych granic galaktyki, gdzie zebrali się tworząc formę ruchu oporu, znaną jako Arm. Rozpoczęła się wojna, mimo że tak naprawdę nigdy oficjalnie nie została wypowiedziana przez żadną ze stron. Arm wyprodukowała dla swoich armii kombinezony bojowe wysokich mocy, a Core przeniósł umysły swoich żołnierzy do równie śmiercionośnych maszyn. Rdzeń tysiąckrotnie powielił swoich najlepszych wojowników. Arm odpowiedział użyciem klonowania. Wojna szalała przez ponad cztery tysiące lat, zużywając zasoby całej galaktyki i pozostawiając tylko spaloną jałową ziemię. Obie strony popadły w ruinę. Ich cywilizacje dawno już zaginęły, a ogromne kompleksy wojskowe zostały zniszczone. Armie uległy zredukowaniu do kilku rozrzuconych po galaktyce niedobitków, kontynuujących walkę w spustoszonych bezpardonową walką światach.

## Dodatki
Do gry zostały stworzone dwa oficjalne dodatki:
- Core Contingency
- Battle Tactics

## Odbiór gry
Gra była chwalona przez recenzentów za oryginalność rozgrywki i uzyskała średnią z ocen 88,85% według serwisu GameRankings oraz 86/100 punktów według agregatora Metacritic.